# Wasco (Kalifornien)
|  | Dieser Artikel wurde aufgrund von inhaltlichen Mängeln auf der Qualitätssicherungsseite des Projektes USA eingetragen. Hilf mit, die Qualität dieses Artikels auf ein akzeptables Niveau zu bringen, und beteilige dich an der Diskussion! Eine nähere Beschreibung der zu behebenden Mängel fehlt. |

Wasco ist eine US-amerikanische Stadt im Kern County im US-Bundesstaat Kalifornien. Das U.S. Census Bureau hat bei der Volkszählung 2020 eine Einwohnerzahl von 27.047 ermittelt. Das Stadtgebiet hat eine Größe von 19,7 km².

## Geschichte
Zunächst Dewey oder auch Deweyville genannt, wurde die Stadt 1900 in Wasco umbenannt. Die Anregung zur Umbenennung kam von einem Siedler namens William Bonham aus dem Wasco County in Oregon, der bemerkte, dass der Name Deweyville bereits vergeben war.

## Persönlichkeiten
- Suzanne Lacy (* 1945 in Wasco), Künstlerin
- Victor Sanz (* 1973 in Wasco), Country-Sänger